# Sirmiliks nationalpark
Sirmiliks nationalpark är en nationalpark i Kanada, belägen i Nunavut och omfattande en yta av 22 252 kvadratkilometer. I nationalparken ingår Bylot Island och delar av norra Baffinön. Området fick status som nationalpark år 1999 och dess namn, Sirmilik, kommer från språket inuktitut och syftar på de många glaciärerna i området.

## Historia
Området där Sirmiliks nationalpark ligger har tidigare varit täckt av inlandsis, varav den senaste drog sig tillbaka för omkring 6 000 till 8 000 år sedan. De första människorna som bosatte sig i området stammade från den tidiga Dorsetkulturen och anlände för omkring 3 000 år sedan. En andra våg av bosättare från Thulekulturen invandrade för omkring 1 000 år sedan.

## Geografi

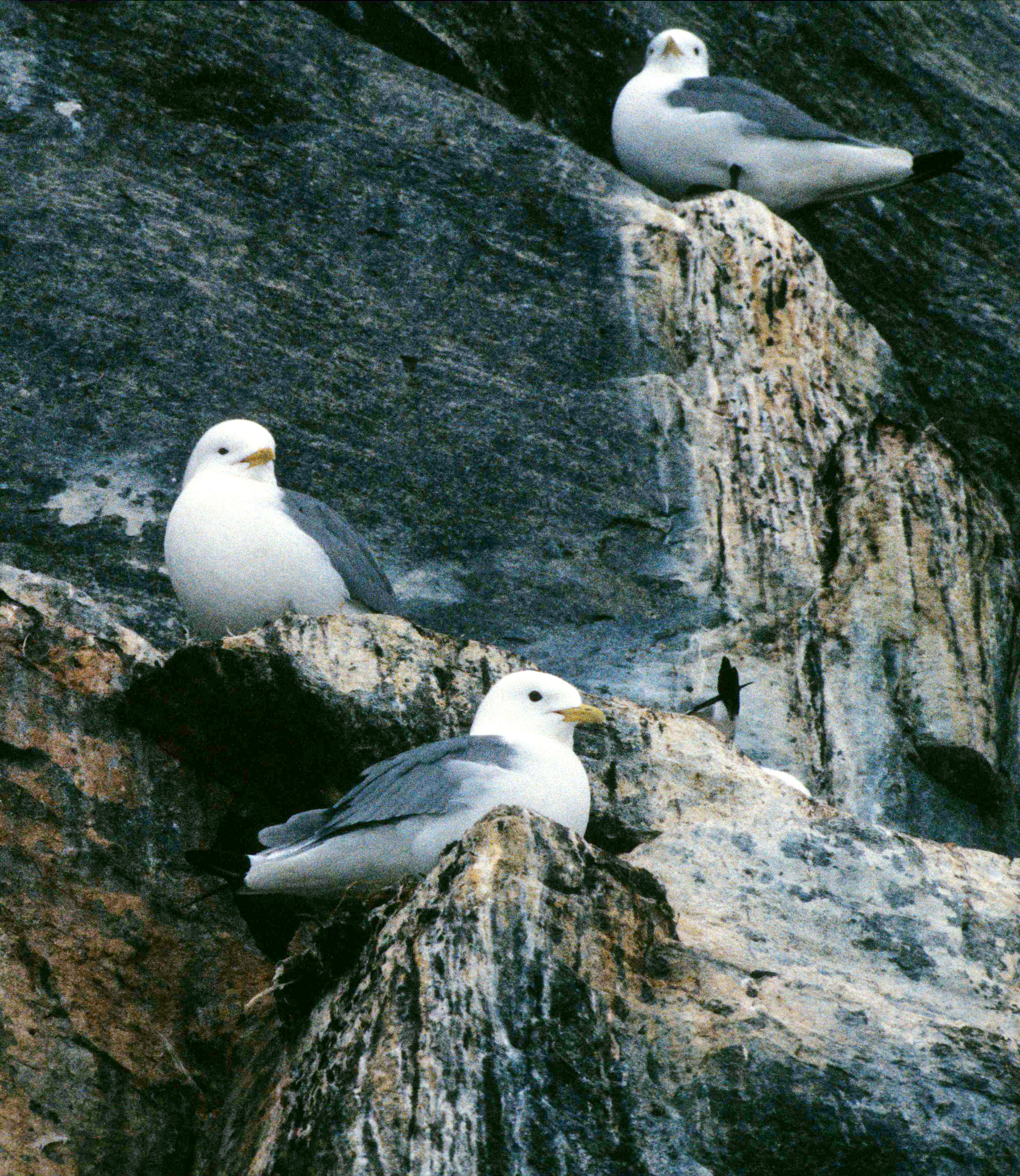
Tretåiga måsar vid Cape Graham Moore på Bylot Island.

Naturen i Sirmiliks nationalpark består till stora delar av berg, bergstoppar och glaciärer, men det finns även lägre belägna tundraområden och parken omfattar också mycket kustområden. Geografisk brukar parken indelas i tre områden: ön Bylot Island, området omkring Pond Inlet mellan Oliver Sound och Parquet Bay, samt halvön Borden.
Ön Bylot Island omfattar ungefär 11 000 kvadratkilometer och har en klippig kust med ett rikt fågelliv. Längre inåt ön domineras landskapet av berg, där de högsta topparna når en höjd på upp till 2 100 meter över havet. På den nordvästra delen av ön finns det så kallade hoodoos och dessa geologiska formationer hör till parkens mer berömda sevärdheter.
Det kalla vattnet i det smala Oliver Sound ramas in av branta bergssidor genomskurna av dalgångar formade av glaciärer. Området är känt för sina slående naturscenerier och är ett av de populäraste målen för camping och kajakpaddling i parken.
Halvön Borden domineras av en stor platå med breda floddalar och tundraområden.

## Klimat
Klimatet i området kännetecknas av långa, kalla vintrar och korta, svala somrar. Den varmaste perioden infaller i slutet av juli till början av augusti och den kallaste perioden är januari. 

## Djurliv
Sirmiliks nationalpark har ett rikt fågelliv, särskilt vad gäller förekomsten av olika havsfåglar, och under sommaren kan över 70 olika fågelarter hittas här, varav 45 häckar. I vattnen utanför kusterna finns även många marina däggdjur, som sälar och valar. Isbjörn, caribou, vargar och fjällräv förekommer också i området, liksom många gnagare.

## Växtliv
Växterna i Sirmiliks nationalpark representerar ett brett urval av den arktiska floran, som olika mossor, lavar, gräs, blommande örter, dvärgbjörk och vide.